# Don't Move
Don't Move är en amerikansk thriller- och skräckfilm som hade premiär på strömningstjänsten Netflix den 25 oktober 2024. Den är regisserad av Brian Netto och Adam Schindler efter ett manus skrivet av T.J. Cimfel och David White.

## Handling
Filmen kretsar kring en kvinna som blivit injicerad med en förlamande drog som snart gör henne oförmögen att röra sig, och kämpar mot klockan för att undkomma en kallblodig seriemördare.

## Rollista (i urval)
- Kelsey Asbille - Iris
- Finn Wittrock - Richard
- Daniel Francis
- Moray Treadwell